# ポルトゥゲサ州
ポルトゥゲサ州（ポルトゥゲサしゅう、スペイン語: Estado Portuguesa、IPA: [esˈtaðo portuˈɣesa]）は、ベネズエラの州。州都は1591年に建設されたグアナレである。
2019年の時点で1万5200平方キロに105万5200人が暮らす。

## 隣接州
- ララ州
- コヘデス州
- バリナス州
- トルヒージョ州

## 下位行政区
州は下記の14ムニシピオ（基礎自治体）から成る。括弧内は各ムニシピオの中心都市。
1. アグア・ブランカ市（アグア・ブランカ）
2. アラウレ市（アラウレ）
3. エステジェル市（ピリトゥ）
4. グアナレ市（グアナレ）
5. グアナリト市（グアナリト）
6. モンセニョール・ホセ・ビセンテ・デ・ウンダ市（パライソ・デ・チャバスケン）
7. オスピーノ市（オスピーノ）
8. パエス市（アカリグア）
9. パペロン市（パペロン）
10. サン・ヘナロ・デ・ボコノイト市（ボコノイト）
11. サン・ラファエル・デ・オノト市（サン・ラファエル・デ・オノト）
12. サンタ・ロザリア市（エル・プラヨン）
13. スクレ市（ビスククイ）
14. トゥレン市（ビジャ・ブルスアル）